# Portlick Castle
Portlick Castle er et beboelsestårn fra senmiddelalderen, der ligger nær landsbyen Glasson i County Westmeath, Irland. Det likker omkring 9,5 km fra bredden af Lough Ree, og består af et kvadratisk stentårn i fire etager fra middelalderen, hvortil der er bygget to georgianske længer på samt et victoriansk tårn.
Ifølge lokale legender skulle, Portlick Castle, Kilkenny Castle, Monkstown Castle (Cork), the Sharon Rectory og Workhouse Museum i Derry alle blive hjemsøgt af et "Blue Lady"-spøgelse.